# Chrysoglyphe apicalis
Chrysoglyphe apicalis är en stekelart som beskrevs av William Harris Ashmead 1894. Chrysoglyphe apicalis ingår i släktet Chrysoglyphe och familjen puppglanssteklar.
Artens utbredningsområde är Venezuela. Inga underarter finns listade i Catalogue of Life.